# Józef Cyrankiewicz
Józef Adam Zygmunt Cyrankiewicz (phát âm [ˈjuzɛf t͡sɨranˈkʲɛvit͡ʂ] ⓘ; 23 tháng 4 năm 1911 - 20 tháng 1 năm 1989) là một nhà chính trị gia thuộc Đảng Xã hội Ba Lan và sau năm 1948 là chính trị gia theo Cộng Sản. Ông từng là thủ tướng của Cộng hòa Nhân dân Ba Lan từ năm 1947 đến năm 1952, và một lần nữa trong 16 năm từ năm 1954 đến năm 1970. Ông cũng từng là Chủ tịch Hội đồng Nhà nước Ba Lan từ năm 1970 đến năm 1972.

## Đầu đời
Cyrankiewicz sinh ra ở Tarnów, vào thời điểm đó thuộc Đế quốc Áo-Hung, với cha là Józef (1881-1939) và mẹ là Regina nhũ danh Szpak (1880-1966). Cha của ông là một nhà hoạt động địa phương của phòng trào Dân chủ Quốc gia và là trung úy trong Lực lượng vũ trang Ba Lan trong khi mẹ ông là chủ một số xưởng cưa. Cyrankiewicz theo học tại Đại học Jagiellonia. Ông trở thành thư ký của chi nhánh Kraków của Đảng Xã hội Ba Lan vào năm 1935.

## Chiến tranh thế giới thứ II
Hoạt động tích cực trong tổ chức kháng chiến của Ba Lan mang tên Liên minh Đấu tranh Vũ trang (Związek Walki Zbrojnej, sau này được đổi tên thành Armia Krajowa) kể từ khi Ba Lan thất bại năm 1939 vào đầu Thế chiến II, Cyrankiewicz bị Gestapo bắt vào mùa xuân năm 1941 và sau khi bị giam ở Montelupich, ông đã bị đưa đến trại tập trung Auschwitz. Ông đến trại Auschwitz vào ngày 4 tháng 9 năm 1942, và nhận số đăng ký 62.933.
Ông cùng với các tù nhân Auschwitz khác cuối cùng được chuyển đến trại tập trung Mauthausen khi tiền tuyến của Liên Xô tiếp cận trại Auschwitz vào cuối cuộc chiến. Cuối cùng ông đã được giải phóng bởi Quân đội Hoa Kỳ.
Theo tuyên truyền thời hậu chiến của cộng sản, khi ở Auschwitz, Cyrankiewicz đã cố gắng tổ chức một phong trào kháng chiến của những người theo xã hội chủ nghĩa bị giam cầm khác và cũng tập hợp các nhóm tù nhân quốc tế khác nhau lại với nhau; những tuyên bố được sử dụng để xây dựng danh tiếng của ông ở Ba Lan thời hậu chiến đó bị các nhà sử học hiện đại coi là phóng đại. Thay vào đó, các nhà sử học hiện đại cho rằng Cyrankiewicz không chỉ bác bỏ một cách đầy tranh cãi đơn kháng cáo bản án tử hình của Witold Pilecki, một chiến binh kháng chiến của Quân đội Nhà đã xâm nhập vào trại Auschwitz và được coi là tác giả chính của cuộc kháng chiến ở đó, mà còn đề nghị rằng Pilecki phải bị đối xử "nhẫn tâm như thể là kẻ thù của đất nước”.

## Lên nắm quyền

### Thời kỳ đầu tiên tại chức
Sau khi chiến tranh kết thúc, ông trở thành tổng bí thư của Ban chấp hành trung ương Đảng Xã hội Ba Lan vào năm 1946. Tuy nhiên, đấu đá nội bộ phe phái đã chia Đảng này thành hai phe: một phe do Cyrankiewicz lãnh đạo, phe kia do Edward Osóbka-Morawski lãnh đạo, người cũng đồng thời là thủ tướng.
Osóbka-Morawski cho rằng Đảng Xã hội Ba Lan nên sáp nhập với Đảng Nông dân Ba Lan, một đảng không cộng sản khác ở Ba Lan, để thành lập một mặt trận thống nhất chống lại chủ nghĩa cộng sản. Cyrankiewicz lập luận rằng Đảng Xã hội Ba Lan nên hỗ trợ những người cộng sản (những người nắm giữ hầu hết các chức vụ trong chính phủ) trong việc thực hiện một chương trình xã hội chủ nghĩa, đồng thời phản đối việc áp đặt chế độ đơn đảng. Đảng Công nhân Ba Lan Cộng sản đã thực hiện việc này trong Đảng Xã hội Ba Lan, cách chức Osóbka-Morawski và phong Cyrankiewicz làm thủ tướng.
Đảng Xã hội Ba Lan hợp nhất với Đảng Công nhân Ba Lan vào năm 1948, tạo thành Đảng Công nhân Thống nhất Ba Lan. Mặc dù Đảng Công nhân Thống nhất Ba Lan là Đảng Công nhân Ba Lan dưới một cái tên mới, Cyrankiewicz vẫn là thủ tướng. Ông cũng được bổ nhiệm làm bí thư của Ủy ban Trung ương Đảng Công nhân Thống nhất Ba Lan.
Cyrankiewicz từ bỏ chức vụ thủ tướng vào năm 1952 vì tổng bí thư đảng này Bolesław Bierut muốn chính mình giữ chức vụ đó. Tuy nhiên, ông đã trở thành phó thủ tướng dưới thời Bierut.

### Thời kỳ thứ hai tại chức
Vào năm 1954, sau khi Ba Lan trở lại chế độ "lãnh đạo tập thể", Cyrankiewicz trở lại vị trí thủ tướng và giữ vị trí này cho đến năm 1970. Vào thời điểm này, Cyrankiewicz gần như không còn theochủ nghĩa xã hội, bằng chứng là trong cuộc biến động năm 1956 theo sau "bài phát biểu bí mật" của Nikita Khrushchev. Ban đầu, ông cố gắng trấn áp cuộc bạo động bùng phát trên khắp đất nước, đe dọa rằng "bất kỳ kẻ khiêu khích hoặc kẻ mất trí nào giơ tay lên chống lại chính quyền nhân dân có thể chắc chắn rằng bàn tay đó sẽ bị chặt đứt."
Cyrankiewicz cũng chịu trách nhiệm về lệnh nổ súng vào những người biểu tình trong cuộc biểu tình năm 1970 trên bờ biển, trong đó có 42 người thiệt mạng và hơn 1.000 người bị thương. Vài tháng sau những cuộc biểu tình này, Cyrankiewicz đã chuyển giao quyền thủ tướng cho cấp phó lâu năm của mình, Piotr Jaroszewicz, và được bổ nhiệm làm chủ tịch Hội đồng Nhà nước - một chức vụ tương đương với chức vụ tổng thống. Mặc dù trên danh nghĩa, nó là chức vụ nhà nước cao nhất ở Ba Lan, Cyrankiewicz đã nghỉ hưu một nửa. Ông giữ chức vụ này cho đến khi chính thức nghỉ hưu vào năm 1972.
Cyrankiewicz qua đời năm 1989, vài tháng trước khi chế độ cộng sản sụp đổ. Tuy nhiên, Cyrankiewicz (cùng với những người khác tham gia vào phiên tòa dàn dựng năm 1948) đã bị buộc tội vào năm 2003 sau khi qua đời với tội danh đồng lõa trong vụ giết người trong tư pháp đối với Witold Pilecki.

## Vinh danh
- Cộng hòa Nhân dân Ba Lan:
  -  Order of the Builders of People's Poland
  -  Grand Cross of the Order of Polonia Restituta
  -  Order of the Banner of Work (1st class)
  -  Order of the Cross of Grunwald (2nd class)
  -  Partisan Cross
- Quốc gia khác:
  -  Hạng nhất của Huân chương Bắc Đẩu Bội Tinh (Pháp)
  -  Knight Grand Cross with Collar of the Order of Merit of the Italian Republic (Ý)
  -  Jubilee Medal "In Commemoration of the 100th Anniversary of the Birth of Vladimir Ilyich Lenin" (Xô Viết)